# Garegnanói karthauzi kolostor
A garegnanói karthauzi kolostor Milánó északi részén található.

## Története
A karthauzi kolostort Giovanni Visconti érsek alapította 1349-ben. A karthauziak később jómódú renddé váltak és megbízták Vincenzo Seregnit a komplexum bővítésével. Erre 1562 és 1570 között került sor. A kolostor történetéhez tartozik, hogy gyakran megfordult itt Petrarca, a költő, akinek bátyja karthauzi szerzetes volt.

## Leírása
A templom keskeny előcsarnoka mögött nagy kiterjedésű, ellipszis alakú átrium helyezkedik el. Ettől jobbra esik a hosszúkás, egykori kolostorépület, amely ma is 16. századi formáját őrzi. Az átrium hátterében tűnik szemünkbe az ugyancsak hosszúkás alaprajzú templomnak szobrokkal gazdagon díszített, későreneszánsz stílusú homlokzata. A templomhajó falait és boltozatát Daniele Crespi freskói díszítik. A festő, aki gyilkosság miatt itt talált menedéket, 1628–29-ben alkotta a falképeket, de már a következő évben meghalt pestisben. A képek a karthauzi rend történetét szemléltetik, és alapítójának, Karthauzi Szent Brúnónak az életéből ábrázolnak mozzanatokat. A templom érdekességei közé tartoznak a karthauzi szerzeteseket ábrázoló óriás szobrok, és azok a festmények, amelyek szintén jeleneteket mutatnak be a rend életéből.